# 11 juli
11 juli är den 192:a dagen på året i den gregorianska kalendern (193:e under skottår). Det återstår 173 dagar av året.

## Återkommande bemärkelsedagar

### Nationaldagar
- Mongoliets nationaldag (till minne av självständigheten från Kina denna dag 1921)

## Namnsdagar

### I den svenska almanackan
- Nuvarande – Eleonora och Ellinor
- Föregående i bokstavsordning
  - Eleonor – Namnet infördes på dagens datum 1986, men utgick 1993.
  - Eleonora – Namnet infördes på dagens datum 1763 och har funnits där sedan dess.
  - Ellinor – Namnet infördes på dagens datum 1986 och har funnits där sedan dess.
  - Pius – Namnet fanns, till minne av påven Pius I, på dagens datum före 1763, då det utgick till förmån för Eleonora.
- Föregående i kronologisk ordning
  - Före 1763 – Pius
  - 1763–1900 – Eleonora
  - 1901–1985 – Eleonora
  - 1986–1992 – Eleonora, Eleonor och Ellinor
  - 1993–2000 – Eleonora och Ellinor
  - Från 2001 – Eleonora och Ellinor
- Källor
  - Brylla, Eva (red.): Namnlängdsboken, Norstedts ordbok, Stockholm, 2000. ISBN 91-7227-204-X
  - af Klintberg, Bengt: Namnen i almanackan, Norstedts ordbok, Stockholm, 2001. ISBN 91-7227-292-9

### Finlandssvenska almanackan
- Nuvarande från 2020[1] – Nelly, Ellinor, Nora, Elli, Eleonora, Leonora
- I föregående revideringar[a][2]
  - 1929–1949 – Eleonora, Elli
  - 1950–1994 – Eleonora, Nora, Leonora
  - 1995–2014 – Eleonora, Nora, Leonora, Elli, Ellinor
  - 2015–2019 – Eleonora, Nora, Leonora, Elli, Ellinor, Nelly

## Händelser
- 1276 – Sedan Innocentius V har avlidit den 22 juni väljs Ottobono de’ Fieschi till påve och tar namnet Hadrianus V. Han avlider dock själv redan den 18 augusti samma år. Han hinner inte bli prästvigd och därmed inte biskopsvigd före sin död, vilket innebär att han tidvis ifrågasätts som legitim påve, då påven även ska fungera som biskop av Rom. Under sitt korta pontifikat upphäver han påven Gregorius X:s bulla om påveval i konklav, men hinner inte utfärda några nya regler för valet.
- 1302 – En flamländsk styrka på 9 000 man besegrar en nästan jämstark fransk här i slaget vid Courtrai, vilket leder till att flamländarna tillfälligt får övertaget i det franska försök att krossa dem, som har pågått sedan 1297. Flandern får därmed de facto autonomi från fransk styre i två år, innan man 1304 tvingas betala en stor lösesumma, för att få behålla sin självständighet. Den 11 juli är, på grund av slaget, numera helgdag i den flamländska gemenskapen i Belgien.
- 1533 – Då den engelske lordkanslern Thomas More har blivit fängslad, eftersom han har motsatt sig att det engelska parlamentet har satt sig över kyrkan, och ärkebiskopen av Canterbury Thomas Cranmer har godkänt upplösningen av den engelske kungen Henrik VIII:s äktenskap med Katarina av Aragonien (för att han istället ska kunna gifta sig med Anne Boleyn) låter påven Clemens VII denna dag bannlysa kungen (och kort därefter också ärkebiskopen). Detta leder till religiöst kaos i England, vilket pådriver reformationen i landet, som snart därefter genomförs genom en fullständig brytning med påvedömet.
- 1789 – Den franske finansministern Jacques Necker blir avskedad av kungen Ludvig XVI, eftersom han inte vill åhöra kungens tal till Generalförsamlingen. Trots att Necker är schweizare är han mycket folkligt populär, eftersom han tros kunna rädda Frankrike ekonomiskt, då landet står på ruinens brant, och avsättningen leder till stort missnöje och protester. Kungen försöker rädda sitt anseende genom att den 16 juli återinsätta Necker, men då har avsättningen redan lett till att franska revolutionen har inletts genom stormningen av Bastiljen den 14 juli.
- 1798 – Den amerikanska marinkåren grundas för andra gången som en del av det amerikanska sjöförsvaret. Kåren grundades redan 1775, men efter det amerikanska frihetskrigets slut 1783 har den avskaffats. Den blir sedermera en viktig och integrerad del i USA:s försvarspolitik och har idag (2025) nära 200 000 aktiva medlemmar.
- 1897 – Den svenske äventyraren Salomon August Andrée inleder tillsammans med ingenjören Knut Frænkel och vetenskapsmannen Nils Strindberg en expedition från Danskön på Svalbard, varigenom de med luftballongen Örnen ämnar flyga över Nordpolen. Ballongen havererar dock efter två dagar och expeditionen lyckas sedan inte ta sig tillbaka över isen till bebodda trakter, utan alla tre medlemmar omkommer senare under året. Först 1930 återfinns resterna av expeditionen och de tre expeditionsmedlemmarna kan först då begravas.
- 1942 – Det 20 år gamla svenska fartyget M/S Luleå, som är på väg från Luleå till Tyskland med svensk järnmalm, träffas av en torped från den sovjetiska ubåten S-7 vid Västervik på svenskt vatten. Man försöker gira undan, men lyckas inte och Luleå sjunker på två minuter. De flesta i besättningen räddas, förutom åtta man, som omkommer vid sänkningen. Man fäller totalt 26 sjunkbomber efter ubåten, som dock undkommer och händelsen leder till att området mineras.
- 1946 – Den internationella handbollsfederationen (IHF) grundas i den schweiziska staden Basel. Federationen organiserar internationella handbollstävlingar, såsom OS och VM och har idag (2025) över 150 medlemsländer. Det styrs av en president och består av fem medlemsförbund (ett för varje kontinent).
- 1995 – Under general Ratko Mladićs ledning inleder serbiska och bosnienserbiska styrkor en massaker på bosniaker i den bosniska staden Srebrenica med omnejd under Bosnienkriget. Under 11 dagar (till 22 juli) blir över 8 000 bosniska män och pojkar mördade i vad som kommer att kallas Srebrenicamassakern och bli det värsta folkmordet i Europa sedan andra världskriget. Mladić grips 2011 och ställs inför Internationella krigsförbrytartribunalen för det forna Jugoslavien i Haag i maj 2012 (rättegången pågår än idag [2025]).

## Födda
- 1274 – Robert I, kung av Skottland
- 1657 – Fredrik I, kurfurste av Brandenburg och kung av Preussen
- 1662 – Maximilian II Emanuel, kurfurste av Bayern, ståthållare i Spanska Nederländerna
- 1667 – Sven Caméen, riksdagsman och biskop i Västerås stift
- 1709 – Johan Gottschalk Wallerius, svensk kemist och mineralog
- 1732 – Jérôme Lalande, fransk astronom
- 1767 – John Quincy Adams, amerikansk whigpolitiker, senator för Massachusetts 1803–1808, USA:s utrikesminister 1817–1825 och president 1825–1829
- 1838 – Urban A. Woodbury, amerikansk republikansk politiker, guvernör i Vermont 1894–1896
- 1855 – Karl Nordström, svensk konstnär
- 1861 – George W. Norris, amerikansk politiker, senator för Nebraska 1913-1943
- 1866 – Richard Beer-Hofmann, österrikisk författare, dramatiker och poet
- 1885 – Roger de la Fresnaye, fransk målare inom kubismen
- 1890
  - William O'Dwyer, amerikansk militär, politiker och diplomat
  - Arthur Tedder, brittisk flygmilitär
- 1893 – Tancred Ibsen, norsk regissör och manusförfattare
- 1903 – Rudolf Abel, sovjetisk överste och spion
- 1910 – Ludwig Stumpfegger, tysk SS-läkare, Adolf Hitlers personlige kirurg 1944–1945
- 1912 – Aino Taube, svensk skådespelare
- 1916
  - George Fant, svensk skådespelare, regissör och teaterledare
  - Aleksandr Prochorov, sovjetisk fysiker, mottagare av Nobelpriset i fysik 1964
  - Reg Varney, brittisk skådespelare
  - Gough Whitlam, australisk labourpolitiker, Australiens premiärminister 1972–1975
- 1924 – Curt Åström, svensk skådespelare, sångare, kompositör och textförfattare med smeknamnet ”Minimal”
- 1925 – Nicolai Gedda, svensk operasångare
- 1927
  - Dénis Lindbohm, svensk science fiction-författare och mystiker
  - Herbert Blomstedt, svensk dirigent
- 1930 – Harold Bloom, amerikansk litteraturvetare och litteraturkritiker
- 1933 – Per Myrberg, svensk skådespelare och sångare
- 1934 – Giorgio Armani, italiensk modeskapare
- 1935 – Oliver Napier, nordirländsk politiker och jurist
- 1940 – Anita Wall, svensk skådespelare
- 1943 – Howard Gardner, amerikansk pedagog och utvecklingspsykolog, känd för att ha lanserat teorin om multipel intelligens
- 1946 – Ed Markey, amerikansk demokratisk politiker, senator för Massachusetts 2013–
- 1947
  - John Holt, jamaicansk sångare, kompositör och sångtextförfattare
  - Bo Lundgren, svensk moderat politiker, Sveriges skatteminister 1991–1994, partiledare för Moderaterna 1999–2003
- 1956 – María Árnadóttir, svensk skådespelare
- 1959 – Suzanne Vega, amerikansk sångare
- 1963 – Lisa Rinna, amerikansk skådespelare
- 1964 – Martin Weinek, österrikisk skådespelare
- 1965 – Scott Shriner, amerikansk artist, basist i rockgruppen Weezer
- 1966 – Greg Grunberg, amerikansk skådespelare
- 1970 – Justin Chambers, amerikansk skådespelare och fotomodell
- 1973 – Konstantinos Kenteris, grekisk friidrottare
- 1974 – Kimberly Jones, amerikansk rappare och skådespelare med artistnamnet Lil' Kim
- 1977 – Jon Bordon, svensk artist och musiker i popgruppen Melody Club
- 1978 – Mats Troeng, svensk orienterare
- 1983 – Marie Serneholt, svensk sångare och programledare
- 1990 – Caroline Wozniacki, dansk tennisspelare
- 1991 – Alice Svensson, svensk sångare

## Avlidna
- 543 – Benedikt av Nursia, munk, Benediktinordens grundare
- 1553 – Moritz, kurfurste av Sachsen
- 1667 – Stefano Durazzo, italiensk kardinal
- 1763 – Peter Forsskål, svensk naturforskare, orientalist och filosof
- 1818 – Johan Erik Norberg, svensk ingenjör
- 1856 – Josef Kajetán Tyl, böhmisk författare
- 1874
  - Tod Robinson Caldwell, amerikansk politiker, guvernör i North Carolina
  - Erik Häggström, svensk bruksägare, skeppsredare och riksdagsman
- 1898 – Omar D. Conger, amerikansk republikansk politiker, senator för Michigan
- 1904 – Adolf Wändahl, svensk apotekare och riksdagsman
- 1909 – Simon Newcomb, amerikansk astronom och matematiker
- 1920 – Eugénie de Montijo, kejsarinna av Frankrike
- 1937 – George Gershwin, amerikansk kompositör och pianist
- 1938 – Helmer Osslund, svensk konstnär
- 1943 – Nils Lundell, 53, svensk skådespelare
- 1949 – Beauford H. Jester, 56, amerikansk demokratisk politiker, guvernör i Texas
- 1960 – Gunnar Björling, 73, finlandssvensk författare
- 1973 – Robert Ryan, 63, amerikansk skådespelare
- 1974 – Pär Lagerkvist, 83, svensk författare, mottagare av Nobelpriset i litteratur 1951, ledamot av Svenska Akademien
- 1979 – Sigvard Nilsson-Thurneman, 70, svensk brottsling, medlem i Salaligan
- 1984 – Harry Hasso, 79, svensk regissör, fotograf och skådespelare
- 1989 – Laurence Olivier, 82, brittisk skådespelare och regissör
- 1995 – Stig Bergendorff, 81, svensk skådespelare, författare, regissör, manusförfattare, kompositör och textförfattare
- 1999 – Lasse Lindroth, 26, iransk-svensk ståuppkomiker och skådespelare med artistnamnet Ali Hussein
- 2000 – Robert Runcie, 78, brittisk kyrkoman, ärkebiskop av Canterbury
- 2005 – Frances Langford, 92, amerikansk skådespelare och sångare
- 2007
  - Ove Grahn, 64, svensk fotbollsspelare
  - Lady Bird Johnson, 94, amerikansk politikerhustru, USA:s första dam
- 2011 – Jaroslav Jiřík, 71, tjeckoslovakisk ishockeyspelare
- 2012 – Ann Gelbar-Söderberg, 93, svensk skådespelare
- 2014
  - Carin Mannheimer, 79, svensk regissör, manusförfattare och författare
  - Tommy Ramone, 65, amerikansk trumslagare, originalmedlem i Ramones
- 2015 – Satoru Iwata, 55, japansk spelprogrammerare och företagsledare, VD för Nintendo
- 2023 – Milan Kundera, 94, tjeckisk-fransk författare